# Liolaemidae
Liolaemidae är en familj av ödlor i infraordningen Iguania. Arterna förekommer i Sydamerika från Perus bergstrakter till Eldslandet. Familjen bildas av tre släkten, Ctenoblepharys med en enda art, Liolaemus med omkring 190 arter och Phymaturus med 22 beskrivna arter.
Av Liolaemus är cirka 60 arter endemiska för Chile. Liolaemus magellanicus lever på Eldslandet och har därför det sydligaste utbredningsområde. Allmänt finns arterna i alla habitat som förekommer i Sydamerika. Vissa arter lever i höga bergsregioner. En del arter är begränsade till små områden, till exempel Liolaemus lutzae som lever i en 200 km lång och 50 till 100 meter bred strimma vid havets kustlinje nära Rio de Janeiro. Liolaemus-arter som lever i bergstrakter fortplantar sig vivipar, de övriga lägger ägg.
Arterna i släktet Phymaturus har en robust kroppsbyggnad och liknar den nordamerikanska chuckwalla i utseende. De har en avplattad kropp, avgränsade revir, livnär sig av växter och är vivipar. Släktet delas ofta i två undersläkten. Det första förekommer längre norrut och i bergstrakter upp till 4 800 meter över havet. Arter av det andra undersläktet finns i Patagonien lägre än 2 000 meter över havet.
Familjen listades fram till 2001 som underfamilj till Tropiduridae men fick sedan status som självständig familj.